# Curechiștea, Neamț
Curechiștea este un sat în comuna Grumăzești din județul Neamț, Moldova, România.
Aceasta localitate este una chiar frumoasa..